# Desa Lebaksiuh (administrativ by i Indonesien, lat -6,99, long 108,59)
Desa Lebaksiuh är en administrativ by i Indonesien.   Den ligger i provinsen Jawa Barat, i den västra delen av landet, 210 km öster om huvudstaden Jakarta.